# Anders Wiklund (professor)
Anders Wiklund, född 1947, är en svensk operaforskare och professor i musikvetenskap från Härnösand.
Wiklund disputerade 1991 på en avhandling om Eduard Brendlers opera Ryno. Han var konstnärlig ledare vid Vadstena-Akademien 1992–2001. Han har varit lärare vid Linköpings universitet och är professor i musikdramatik vid Högskolan för scen och musik vid Göteborgs universitet. Han invaldes 1998 som ledamot av Kungliga Musikaliska Akademien.